# 阿伊亚
阿伊亚（希臘語：Αγιά）是希腊色萨利大区拉里萨专区的市镇，位于拉里萨以东。市镇面积为661.79平方公里，2021年人口数量为10,711人。

## 历史
2011年，希腊行政区划改革，原阿伊亚、埃夫里迈奈斯、拉凯雷亚、迈利维亚4个市镇合并为新的阿伊亚市镇。